# 贺州市
贺州市简称贺，古称临贺，是中华人民共和国广西壮族自治区下辖的地级市，位于广西东北部，桂、湘、粤三省区交界。西与桂林市毗邻，南与梧州市相接，北连湖南省永州市，东接广东省清远市、肇庆市。
贺州地处桂东北山地与桂东南丘陵区过渡带，地势北高南低。东北部为山岭连绵的山区，西南部为低山丘陵区，南部为信都平原区。北有萌渚岭，西北部有都庞岭，南部为大桂山。贺江自北向南纵贯，流经市区，西部有桂江流过市境。全市总面积11,753平方公里，人口202.59万，市人民政府驻八步区。贺州森林资源丰富，著名的姑婆山国家森林公园位于市区北部，被誉为“华南地区的天然氧吧”。

## 历史
秦朝属南海郡。西汉元鼎六年（前111年）置临贺县，《水经注》载：“郡对临、贺二水之交会，故取名焉。” 属苍梧郡，县治在贺水东岸，今贺街镇大鸭村，今址尚有临贺故城。三国吴黄武五年（226年），分苍梧郡设临贺郡，郡治临贺，属交趾刺史部。凤凰三年（274年）临贺郡改属荆州。劉宋改临贺郡为临庆郡。南齐建元二年（480年）改为临庆国临贺郡。
隋开皇九年（589年）废临贺郡，置贺州。唐天宝元年（742年）改贺州为临贺郡。乾元元年（758年）又废郡复州。宋初，贺州属广南东路，大观二年（1108年）改属广南西路。元初贺州属广西两江道宣慰司，至正二十三年（1363年），贺州属广西等处行中书省。明洪武二年（1369年）废临贺县入贺州，洪武十年（1377年）改贺州为贺县，属平乐府。民国二年（1913年）贺县属漓江道。1940年属广西省第二行政督察区。1942年属第一行政督察区。
中华人民共和国成立后，贺县属平乐专区 ，专员公署驻贺县八步镇。1951年8月，贺县、信都县合并为贺县，治今贺街镇，属平乐专区；平乐专员公署驻地从八步迁至平乐。1952年9月，贺县政府驻地由贺街镇迁至八步镇。1958年7月，撤销平乐专区，贺县改属梧州专区。1971年，梧州专区改称梧州地区。1983年8月，富川县改设富川瑶族自治县。1984年1月，苍梧县划归梧州市管辖。
1997年3月，撤销贺县，设立县级贺州市，梧州地区行署驻地由梧州市迁至贺州市八步镇，并更名为贺州地区；贺州地区辖原梧州地区的县级贺州市、昭平县、钟山县、富川瑶族自治县。2002年7月，撤销贺州地区，设立地级贺州市，县级贺州市改置八步区。2007年9月，由八步区和钟山县析置贺州市平桂管理区 （前身为“平桂矿务局”） ，为市人民政府派出机构。2016年7月，平桂管理区改设为平桂区。

## 地理
贺州市位于广西壮族自治区东北部，北纬23°39′0″至25°09′0″，东经111°05′0″至112°03′0″
地处湘、粤、桂三省（区）交界地。全市总面积11855平方公里，约占广西总面积5.01%。其中山地面积4062平方公里，平原面积1420平方公里，丘陵面积6373平方公里。

### 河流
贺州的河流有桂江、贺江，均属珠江水系。桂江同桂林流经昭平县，到梧州市汇入西江。贺江发源于富川瑶族自治县麦岭镇大坝村的茗山，流经钟山县、八步区，在广东省封开县汇入西江。贺江上游称富江。
| 贺州市气象数据（1981年至2010年）             | 贺州市气象数据（1981年至2010年） | 贺州市气象数据（1981年至2010年） | 贺州市气象数据（1981年至2010年） | 贺州市气象数据（1981年至2010年） | 贺州市气象数据（1981年至2010年） | 贺州市气象数据（1981年至2010年） | 贺州市气象数据（1981年至2010年） | 贺州市气象数据（1981年至2010年） | 贺州市气象数据（1981年至2010年） | 贺州市气象数据（1981年至2010年） | 贺州市气象数据（1981年至2010年） | 贺州市气象数据（1981年至2010年） | 贺州市气象数据（1981年至2010年） |
| 月份                                         | 1月                              | 2月                              | 3月                              | 4月                              | 5月                              | 6月                              | 7月                              | 8月                              | 9月                              | 10月                             | 11月                             | 12月                             | 全年                             |
| -------------------------------------------- | -------------------------------- | -------------------------------- | -------------------------------- | -------------------------------- | -------------------------------- | -------------------------------- | -------------------------------- | -------------------------------- | -------------------------------- | -------------------------------- | -------------------------------- | -------------------------------- | -------------------------------- |
| 历史最高温 °C（°F）                          | 27.8 (82.0)                      | 32.1 (89.8)                      | 33.3 (91.9)                      | 35.6 (96.1)                      | 35.7 (96.3)                      | 38.7 (101.7)                     | 40.9 (105.6)                     | 39.9 (103.8)                     | 39.2 (102.6)                     | 37.1 (98.8)                      | 34.4 (93.9)                      | 29.0 (84.2)                      | 40.9 (105.6)                     |
| 平均高温 °C（°F）                            | 14.0 (57.2)                      | 15.4 (59.7)                      | 18.7 (65.7)                      | 24.5 (76.1)                      | 29.0 (84.2)                      | 31.5 (88.7)                      | 33.7 (92.7)                      | 33.8 (92.8)                      | 31.7 (89.1)                      | 27.8 (82.0)                      | 22.6 (72.7)                      | 17.3 (63.1)                      | 25.0 (77.0)                      |
| 日均气温 °C（°F）                            | 9.6 (49.3)                       | 11.5 (52.7)                      | 14.8 (58.6)                      | 20.5 (68.9)                      | 24.5 (76.1)                      | 27.2 (81.0)                      | 28.8 (83.8)                      | 28.6 (83.5)                      | 26.4 (79.5)                      | 22.1 (71.8)                      | 16.7 (62.1)                      | 11.6 (52.9)                      | 20.2 (68.4)                      |
| 平均低温 °C（°F）                            | 6.6 (43.9)                       | 8.8 (47.8)                       | 12.1 (53.8)                      | 17.5 (63.5)                      | 21.4 (70.5)                      | 24.2 (75.6)                      | 25.3 (77.5)                      | 25.1 (77.2)                      | 22.6 (72.7)                      | 18.1 (64.6)                      | 12.6 (54.7)                      | 7.7 (45.9)                       | 16.8 (62.3)                      |
| 历史最低温 °C（°F）                          | −1.9 (28.6)                      | −0.5 (31.1)                      | 0.0 (32.0)                       | 5.6 (42.1)                       | 11.4 (52.5)                      | 15.2 (59.4)                      | 19.3 (66.7)                      | 20.1 (68.2)                      | 14.0 (57.2)                      | 6.5 (43.7)                       | 1.2 (34.2)                       | −3.5 (25.7)                      | −3.5 (25.7)                      |
| 平均降水量 mm（）                            | 72.3 (2.85)                      | 91.8 (3.61)                      | 126.4 (4.98)                     | 185.1 (7.29)                     | 263.1 (10.36)                    | 260.5 (10.26)                    | 179.8 (7.08)                     | 157.2 (6.19)                     | 64.3 (2.53)                      | 68.5 (2.70)                      | 55.6 (2.19)                      | 37.1 (1.46)                      | 1,561.7 (61.5)                   |
| 平均降水天数（≥ 0.1 mm）                     | 13.1                             | 15.0                             | 18.4                             | 18.7                             | 20.0                             | 18.6                             | 15.2                             | 15.8                             | 9.6                              | 8.4                              | 7.6                              | 7.6                              | 168.0                            |
| 平均相對濕度（％）                           | 76                               | 79                               | 81                               | 81                               | 79                               | 80                               | 76                               | 76                               | 74                               | 72                               | 72                               | 72                               | 77                               |
| 来源1：中国气象数据网                        |                                  |                                  |                                  |                                  |                                  |                                  |                                  |                                  |                                  |                                  |                                  |                                  |                                  |
| 来源2：中国天气网（1971−2000年间的降水天数） |                                  |                                  |                                  |                                  |                                  |                                  |                                  |                                  |                                  |                                  |                                  |                                  |                                  |

## 政治

### 现任领导
| 机构     | · 中国共产党 · 贺州市委员会 | 贺州市人民代表大会 常务委员会 | 贺州市人民政府       | · 中国人民政治协商会议 · 贺州市委员会 |
| 职务     | 书记                        | 主任                          | 市长                 | 主席                                  |
| -------- | --------------------------- | ----------------------------- | -------------------- | ------------------------------------- |
| 姓名     | 李杰云                      | 陆海平                        | 彭代元               | 胡建华                                |
| 民族     | 汉族                        | 汉族                          | 汉族                 | 汉族                                  |
| 籍贯     | 湖南省新邵县                | 广西壮族自治区贺州市          | 广西壮族自治区兴安县 | 河南省汝南县                          |
| 出生日期 | 1967年12月（57歲）          | 1968年9月（56歲）             | 1969年3月（56歲）    | 1965年2月（60歲）                     |
| 就任日期 | 2021年12月                  | 2020年4月                     | 2021年4月            | 2024年2月                             |

### 历任领导
| 市委书记 - 黄道伟（2002年10月－2003年5月） - 李达球（2003年5月－2008年1月） - 赵乐秦（2008年1月－2010年1月） - 彭晓春（2010年1月－2013年2月） - 赵德明（2013年2月－2016年11月） - 李宏庆（2016年11月－2021年3月） - 林冠（2021年3月－2021年12月） - 李杰云（2021年12月－） | 市长 - 陈利丹（2003年1月－2008年3月） - 白希（2008年8月－2014年1月） - 李宏庆（2014年1月－2016年11月） - 林冠（2016年12月－2021年4月） - 彭代元（2021年4月－） |

### 行政区划
贺州市下辖2个市辖区、2个县、1个自治县。
- 市辖区：八步区、平桂区
- 县：昭平县、钟山县
- 自治县：富川瑶族自治县

## 人口
2022年末，全市总人口249.53万人，比上年末增加0.21万人。年末常住人口 203.10万人，比上年末增加0.44万人，其中城镇人口101.54万人，城镇化率50.00%。全年出生率7.34‰；死亡率4.69‰；自然增长率2.65‰。
根据2020年第七次全国人口普查，全市常住人口为2,007,858人。同第六次全国人口普查的1,954,072人相比，十年共增加了53,786人，增长2.75%，年平均增长率为0.27%。其中，男性人口为1,031,537人，占总人口的51.37%；女性人口为976,321人，占总人口的48.63%。总人口性别比（以女性为100）为105.66。0－14岁的人口为548,039人，占总人口的27.29%；15－59岁的人口为1,118,013人，占总人口的55.68%；60岁及以上的人口为341,806人，占总人口的17.02%，其中65岁及以上的人口为250,901人，占总人口的12.5%。居住在城镇的人口为989,187人，占总人口的49.27%；居住在乡村的人口为1,018,671人，占总人口的50.73%。

### 民族
以汉族为主体，其中包括操粤语方言的广府民系、说客家话的客家民系以及操西南官话的桂柳民系。少數民族有瑤族、壯族、苗族等。
全市常住人口中，汉族人口为1,649,851人，占82.17%；各少数民族人口为358,007人，占17.83%。与2010年第六次全国人口普查相比，汉族人口增加18,985人，增长1.16%，占总人口比例下降1.29个百分点；各少数民族人口增加34,801人，增长10.77%，占总人口比例增加1.29个百分点。其中，瑶族人口增加18,649人，增长7.77%，占总人口比例增加0.6个百分点；壮族人口增加12,333人，增长15.5%，占总人口比例增加0.51个百分点。
| 民族名称                | 汉族      | 瑶族    | 壮族   | 苗族  | 侗族  | 土家族 | 回族 | 布依族 | 满族 | 仫佬族 | 其他民族 |
| ----------------------- | --------- | ------- | ------ | ----- | ----- | ------ | ---- | ------ | ---- | ------ | -------- |
| 人口数                  | 1,649,851 | 258,739 | 91,883 | 2,122 | 1,196 | 732    | 689  | 515    | 374  | 350    | 1,407    |
| 占总人口比例（%）       | 82.17     | 12.89   | 4.58   | 0.11  | 0.06  | 0.04   | 0.03 | 0.03   | 0.02 | 0.02   | 0.07     |
| 占少数民族人口比例（%） | －        | 72.27   | 25.67  | 0.59  | 0.33  | 0.20   | 0.19 | 0.14   | 0.10 | 0.10   | 0.39     |

## 交通
贺州市是湘、粤、桂三省区的交界地，历史上有“三省通衢”之称。  323国道和 207国道贯穿全境，洛湛铁路、广州至贺州和桂林至梧州高速公路经过贺州。距桂林170公里，距广州260公里。是湘、黔、桂旅游和货物出海的便捷通道。
- 水路：賀江（但目前水运功能减弱）
- 铁路：洛湛铁路、贵广客运专线
- 公路： 包茂高速、 汕昆高速、 富高速、 贺州绕城高速、梧信高速公路、二广高速连贺支线
- 機場：贺州机场（在建），距离较近的还有廣州白雲國際機場、桂林兩江國際機場和梧州长洲岛机场，均在200公里之內。

## 经济

### 農產品
- 植物有沙田柚、馬蹄、紅瓜子等。
- 牲口有生豬年產500萬頭，雞年產一億隻，遠銷外地。

### 工業
- 松脂
- 漢白玉大理石又名「賀州白」: 天然藏量26億立方米，可作為工藝品及建築物石材。
- 超细碳酸钙: 台灣資本的旭光化工

### 水力發電
- 广西桂東電力股份有限公司，在上海证券交易所上市。

## 生態旅游
贺州市生態旅游资源丰富:

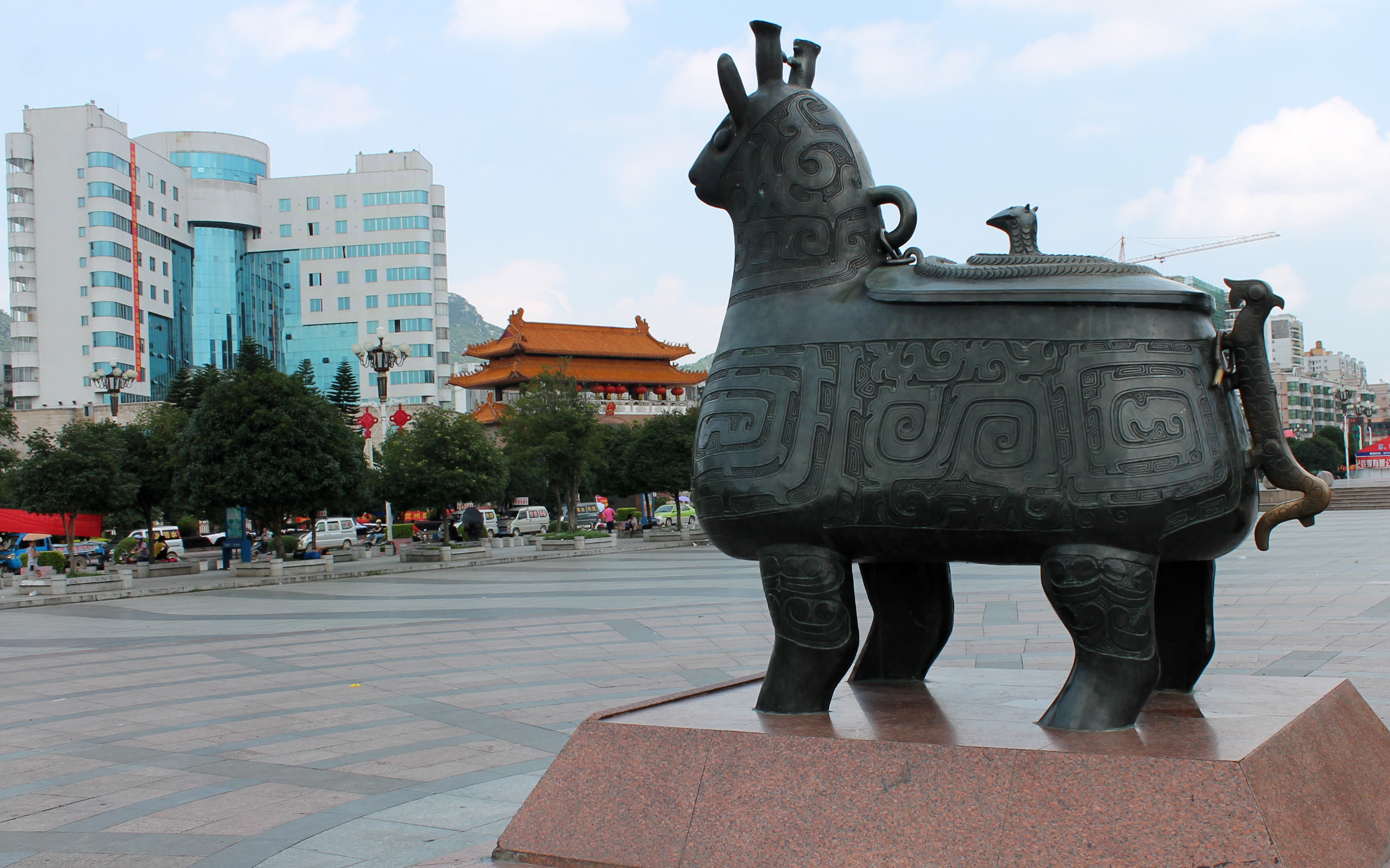
贺州市灵峰广场前的麒麟尊

- 姑婆山國家森林公园，有25座海拔1000米的山峰，最高是天堂頂有海拔1844米，是廣西東部的主峰。公园总面积8000公顷，森林覆盖率99.55%，是国家4A级景区，中国最具影响力森林公园。
- 大桂山国家森林公园
- 黃姚古鎮始自宋朝开宝年间的972年，當地居民以黃姓及姚姓為主。古镇内尚存300余间明清宅院。为国家4A级景区，中国历史文化名镇。
- 江氏客家围屋又名大江屋，因當地的客家人以江姓為主，共200多戶，具客家圍屋藝術。
- 钟山石龙古桥，位于钟山县石龙镇，始建于公元1746年，全长40米，宽5.2米，高12米，为主拱、副拱双拱结构桥，主拱跨度14米，副拱跨度7米，全桥用青石拱建。
- 钟山石龙大地古村
- 钟山石龙老潘家
- 富川明城
- 大田戏台
- 富川瑞光塔
- 秀水状元村
- 玉石林，位于八步区黄田镇，景区面积25公顷，是一片罕见的由汉白玉石柱、石笋组成的石林。
- 贺州温泉
- 路花温泉
- 花山水库
- 贺州钟山古民居
- 临贺故城
- 粤东会馆
- 富川城北油菜花
- 十里画廊

### 全国重点文物保护单位
- 临贺故城
- 马殷庙
- 富川瑶族风雨桥群

## 文化

### 语言
贺州市地处湘、粤、桂三省（区）交汇处，有“三省通衢”之称，是全国罕见的多语言多方言地区。全国汉语方言按七大分区，贺州方言中就有其中五种，还有一些系属未定的土话。贺州语言生态呈现多样性、复杂性特点，被称为“语言博物馆”，是研究方言的“天然实验室”。除壮语、瑶语外，贺州市汉语方言主要有：本地话、客家话、铺门话、九都话、坝佬话、鸬鹚话、开建话、怀集话、桂柳话、钟山土话、土白话、阳山话、船家话、富阳话、民家话、七都话、八都话、宝庆话等。每个县区都有较流行的语言，八步区以客家话、白话和桂柳话为主，钟山县以钟山土话为主，富川瑶族自治县以富阳话为主，昭平县以昭平土白话为主。

### 宗教
- 基督教：八步区基督教堂、里松镇基督教堂、沙田镇基督教堂、钟山县燕塘镇基督教堂、公会镇莲胜村基督教家庭聚会点。
- 佛教：2005年登记佛教群众7000余人，庙宇各县区都有，如钟山县回龙镇狮子庵。
- 道教

## 教育

### 高等教育

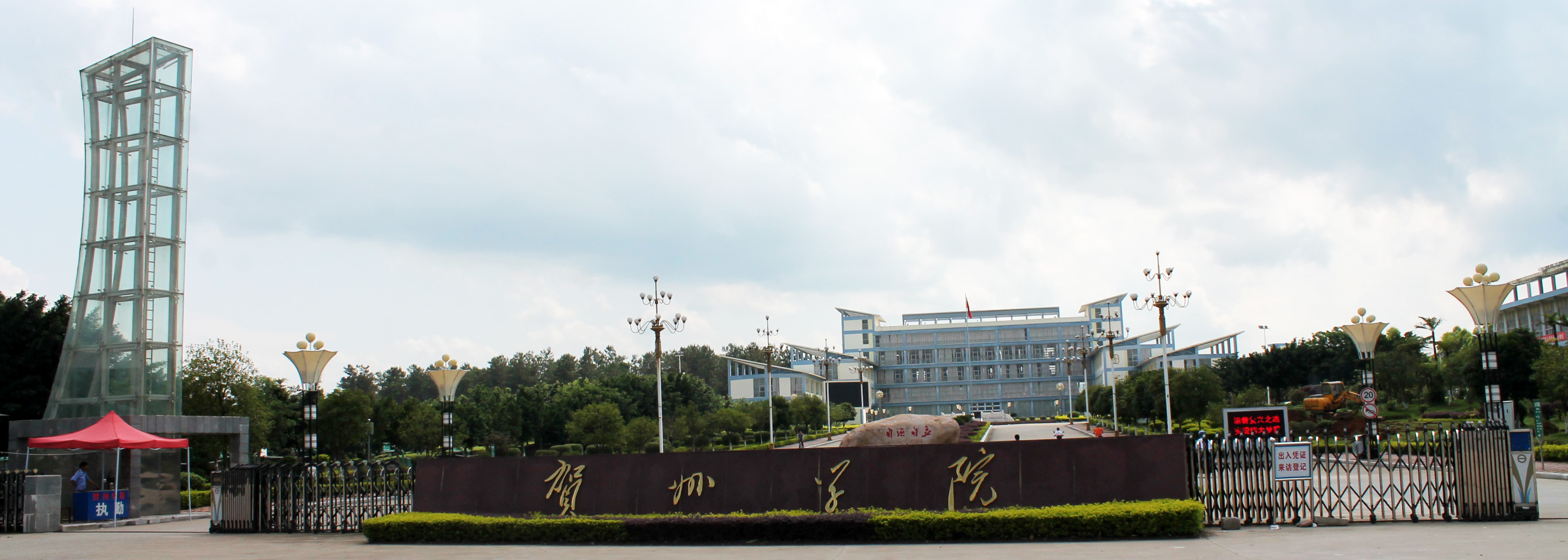
贺州学院西校区门口

- 公办本科院校：贺州学院
- 公办专科院校：广西贺州职业学院

### 中等教育
2007年，贺州市有各类中等职业学校17所，在校生共19328人。

### 基础教育
2007年，贺州市全市幼儿园127所，小学765所，初中109所，普通高中17所。